# 400 mètres haies masculin aux Jeux olympiques d'été de 1984
Navigation
Moscou 1980 Séoul 1988
L'épreuve du 400 mètres haies masculin aux Jeux olympiques de 1984 s'est déroulée du 3 au 5 août 1984 au Memorial Coliseum de Los Angeles, aux États-Unis. Elle est remportée par l'Américain Edwin Moses.

## Résultats

### Finale
- 5 août 1984.

| Rang               | Athlète                | Pays                 | Temps   |
| ------------------ | ---------------------- | -------------------- | ------- |
| Médaille d'or      | Edwin Moses            | États-Unis           | 47 s 75 |
| Médaille d'argent  | Danny Harris           | États-Unis           | 48 s 13 |
| Médaille de bronze | Harald Schmid          | Allemagne de l'Ouest | 48 s 19 |
| 4                  | Sven Nylander          | Suède                | 48 s 97 |
| 5                  | Amadou Dia Ba          | Sénégal              | 49 s 28 |
| 6                  | Tranel Hawkins         | États-Unis           | 49 s 42 |
| 7                  | Michel Zimmermann (en) | Belgique             | 50 s 69 |
| 8                  | Henry Amike            | Nigeria              | 53 s 78 |

## Demi-finales
- 4 août 1984. Les quatre premiers de chaque demi-finale accèdent à la finale

| Rang | Athlète                | Pays                 | Temps |
| ---- | ---------------------- | -------------------- | ----- |
| 1.   | Edwin Moses            | États-Unis           | 48.51 |
| 2.   | Tranel Hawkins         | États-Unis           | 48.94 |
| 3.   | Amadou Dia Bâ          | Sénégal              | 49.44 |
| 4.   | Michel Zimmermann (en) | Belgique             | 49.79 |
| 5.   | Simon Kitur            | Kenya                | 49.80 |
| 6.   | Uwe Schmitt            | Allemagne de l'Ouest | 50.08 |
| 7.   | Greg Rolle             | Bahamas              | 50.16 |
| 8.   | Antônio Dias Ferreira  | Brésil               | 50.70 |

| Rang | Athlète         | Pays                 | Temps |
| ---- | --------------- | -------------------- | ----- |
| 1.   | Danny Harris    | États-Unis           | 48.92 |
| 2.   | Sven Nylander   | Suède                | 49.03 |
| 3.   | Harald Schmid   | Allemagne de l'Ouest | 49.04 |
| 4.   | Henry Amike     | Nigeria              | 49.36 |
| 5.   | Karl Smith      | Jamaïque             | 49.58 |
| 6.   | Franz Meier     | Suisse               | 49.89 |
| 7.   | Ryoichi Yoshida | Japon                | 49.92 |
| 8.   | Rik Tommelein   | Belgique             | 50.06 |

## Légende
Records et Performances
- AR : Record continental (area record)
- CR : Record des championnats (championship record)
- MR : Record du meeting (meet record)
- NR : Record national (national record)
- OR : Record olympique (olympic record)
- PR : Record paralympique (paralympic record)
- PB : Record personnel (personal best)
- SB : Meilleure performance personnelle de la saison (season's best)
- WL : Meilleure performance mondiale de l'année (world leader)
- WJR : Record du monde junior (world junior record)
- WR : Record du monde (world record)

Circonstances et Conditions
- DNF : N'a pas terminé (did not finish)
- DNS : N'a pas pris le départ (did not start)
- DQ : Disqualification (disqualification)
- NM : Aucun essai valable enregistré (No Mark)
- Q : Qualifié « directement » au prochain tour (ou à la prochaine compétition), lors d'une compétition majeure, grâce au classement ou à la réalisation des minima (automatic qualifier)
- q : Qualifié au prochain tour (ou à la prochaine compétition), lors d'une compétition majeure, grâce au repêchage ou à la réalisation de l'une des meilleures performances parmi celles des « non qualifiés directement » (grâce au meilleur temps ou à la meilleure distance par exemple) (secondary qualifier)